# “日暖凤池”摩崖石刻
“日暖凤池”摩崖石刻，位于中国广东省惠州市惠东县巽寮镇凤凰嘴。1987年，列入惠东县文物保护单位。
清咸丰二年（1852年），学士傅维抵巽寮湾凤池岛，题写了“日暖凤池”4个大字。该石刻历年百余年，仍保存完好，成为当地一景。